# PEEK&POKE
PEEK&POKE prvi je hrvatski muzej starih računala i informatičke tehnologije. Otvoren je 2007. godine u Rijeci, u centru grada u blizini katedrale Svetog Vida na prostoru od tri stotine kvadratnih metara, što ga čini najvećim postavom u jugoistočnom dijelu Europe te općenito jednim od prvih pet muzeja iste tematike u svijetu.
Stalni izložbeni postav broji preko 2000 eksponata hrvatske i svjetske računalne povijest krećući od najranijih početaka informatizacije do danas. U muzeju se mogu vidjeti različiti izložbeni primjerci nekadašnjih kompjuterskih pionira kao što su Minivac – prvo kućno računalo, AMIGA 1000 – računalo na kojem je radio Andy Warhol, Apple II, IBM PC te brojna druga vrijedna tehnološka dostignuća. Peek & Poke čuvar je i prvog kalkulatora ikada napravljenog u Europi koji datira iz 1971. godine, a koji je i danas podsjetnik važnosti Hrvatske u tom razdoblju zahvaljujući tvornici Digitron iz Buja.
Zanimljivost imena Peek & Poke muzeja leži u činjenici kako su ova dva termina, proizašla iz engleskog slenga, nekoć predstavljala glavne naredbe računalnog jezika BASIC.
PEEK&POKE - Retro Computer Club je projekt koji je inicirala Udruga Calculus u partnerstvu s DIR-om - Udrugom darovitih informatičara Rijeke i multimedijskom agencijom Kreativni odjel. Projekt je edukativnog i neprofitnog karaktera. Dugoročno, ideja je stvoriti omiljeno mjesto okupljanja računalnih entuzijasta radi učenja i zabave.
Udruga ljubitelja računala Calculus osnovana je u veljači 2007. godine s ciljem promicanja informatičke kulture i očuvanja računalne povijesti.

## Vanjske poveznice
- Službene stranice muzeja PEEK&POKE